# Shaun Hill
Shaun Hill (født 9. januar 1980 i Parsons, Kansas, USA) er en amerikansk footballspiller, der spiller i NFL som quarterback for St. Louis Rams. Hill kom ind i ligaen i 2002, og har tidligere spillet for blandt andet Minnesota Vikings.

## Klubber
- 2002-2005: Minnesota Vikings
- 2006-2009: San Francisco 49ers
- 2010-2013: Detroit Lions
- 2014-: St. Louis Rams